# Diane Martel
Diane Martel es una directora de videos musicales y coreógrafa estadounidense.

## Filmografía

### Coreógrafa
1989
- Bloodhounds of Broadway (1989) (incorporada en la película dirigida por Howard Brookner)

1991
- "Shiny Happy People" — R.E.M. (video musical dirigido por Katherine Dieckmann)

1993
- "Life with Mikey" (1993) (incorporada en la película dirigida por James Lapine)

2014
- "Bangerz World Tour" (2014-2015) (Directora de la gira de Miley Cyrus)[1]

### Directora de videos musicales
1993
- "Dreamlover" — Mariah Carey
- "Throw Ya Gunz" — Onyx
- "Chief Rocka" — Lords of the Underground

1994
- "All I Want for Christmas Is You" — Mariah Carey
- "Miss You Most (At Christmas Time)" — Mariah Carey
- "Bring the Pain" — Method Man
- "What I'm After" — Lord's Of The Underground
- "Mass Appeal" — Gang Starr
- "Mad Props" — Da Youngstas

1995
- "Brooklyn Zoo" — Ol' Dirty Bastard
- "I'll Be There for You/You're All I Need to Get By" — Method Man con Mary J. Blige

1998
- "The Roof" — Mariah Carey
- "Breakdown" — Mariah Carey con Bone Thugs-n-Harmony
- "My All" [So So Def Remix] — Mariah Carey
- "Whenever You Call" — Mariah Carey con Brian McKnight

1999
- "Heartbreaker" [Remix] — Mariah Carey
- "Angel of Mine" — Monica
- "Genie in a Bottle" — Christina Aguilera
- "What a Girl Wants" — Christina Aguilera

2000
- "Case of the Ex" — Mýa
- "Send It on" — D'Angelo
- "If You Don't Wanna Love Me" — Tamar Braxton

2001
- "Young, Fresh n' New" — Kelis
- "Who's That Girl?" — Eve
- "Lapdance" — N.E.R.D
- "After the Rain Has Fallen" — Sting

2002
- "Just a Friend" — Mario
- "From tha Chuuuch to da Palace" — Snoop Dogg
- "My Neck, My Back (Lick It)" — Khia

2003
- "Stuck" - Stacie Orrico
- "Dance with My Father" — Luther Vandross

2004
- "If I Ain't Got You" — Alicia Keys
- "Welcome to My Truth" — Anastacia
- "I Could Be the One" — Stacie Orrico
- "Bridging the Gap" — Nas
- "Nobody's Home" — Avril Lavigne
- "What's Happenin'" — Method Man con Busta Rhymes
- "Truth is" — Fantasía

2005
- "Hold You Down" — Jennifer Lopez con Fat Joe
- "Get Right" [Remix] — Jennifer Lopez con Fabolous
- "I Don't Care" — Ricky Martin con Fat Joe y Amerie
- "Do You Want To" — Franz Ferdinand
- "Don't Let It Go to Your Head" — Fefe Dobson
- "L.O.V.E." — Ashlee Simpson
- "She Moves in Her Own Way" — The Kooks
- "So High" — John Legend
- "Fearless" — The Bravery
- "Gotta Go, Gotta Leave" - Vivian Green
- "Touch" — Omarion
- "U Already Know" — 112

2006
- "Doing Too Much" — Paula DeAnda con Baby Bash
- "Ride a White Horse" — Goldfrapp
- "In My Mind" — Heather Headley
- "I'm Not Missing You" — Stacie Orrico
- "Listen" — Beyoncé
- "Tu Amor" — RBD
- "Promise" — Ciara

2007
- "Read My Mind" — The Killers
- "Men's Needs" — The Cribs
- "An End Has a Start" — Editors
- "Conquest" — The White Stripes
- "Like You'll Never See Me Again" — Alicia Keys
- "Like a Boy" — Ciara

2008
- "The Boss" — Rick Ross
- "Who's That Girl" — Robyn
- "Google Me" — Teyana Taylor
- "Everyone Nose (All the Girls Standing in the Line for the Bathroom)" — N.E.R.D
- "Addiction" — Ryan Leslie
- "Eat You Up" — BoA
- "Whatcha Think About That" — Pussycat Dolls con Missy Elliott

2009
- "Whataya Want From Me" — Adam Lambert
- "America's Suitehearts" — Fall Out Boy
- "Mad" — Ne-Yo
- "If This Isn't Love" — Jennifer Hudson
- "Love Sex Magic" — Ciara con Justin Timberlake
- "Outta Here" — Esmée Denters
- "Show Me What Im Looking For" — Carolina Liar
- "Want" — Natalie Imbruglia
- "Boys and Girls" — Pixie Lott
- "3" — Britney Spears
- "Whataya Want from Me" — Adam Lambert

2013
- "Blurred Lines" - Robin Thicke con T.I. & Pharell
- "We Can't Stop" — Miley Cyrus
- "Give It 2 U" — Robin Thicke con 2 Chainz & Kendrick Lamar

2015
- "Love me"  — The 1975
- "BB Talk" — Miley Cyrus

2017
- "Malibu" — Miley Cyrus

2018
- "Give Yourself A Try" — The 1975